# گرانت الکساندر
گرانت الکساندر (انگلیسی: Grant Aleksander؛ زادهٔ ۴ آوریل ۱۹۷۳) یک هنرپیشه اهل ایالات متحده آمریکا است. وی از سال ۱۹۸۲ میلادی تاکنون مشغول فعالیت بوده‌است.